# Thiệu thị huynh đệ
Hãng phim Thiệu thị Huynh đệ (Tiếng Anh: Shaw Brothers Studio, tiếng Hoa: 邵氏片場), sở hữu của công ty trách nhiệm hữu hạn Thiệu thị Huynh đệ (Shaw Brother Ltd, HK), là công ty chế tác phim đầu tiên và lớn nhất tại Hồng Kông.
Khởi nguồn là một chi nhánh của công ty Shaw Organiztion (thành lập năm 1925 ở Singapore), ông Thiệu Dật Phu (邵逸夫) và người em Thiệu Nhân Mai (邵仁枚) đã sáng lập ra hãng phim Nam Dương Ảnh Phiến (南洋影片) như một chiến lược phát triển thị trường phim ở Đông Nam Á; sau này được đổi tên thành Thiệu thị Huynh đệ. Năm 1934, hãng đã phát hành bộ phim đầu tiên mang tên Bạch Kim Long (tiếng Hán: 白金龍, một thuật ngữ dùng để ám chỉ khẩu súng lục).

## Di sản

### Đạo diễn
Hãng phim Thiệu thị là nơi làm nên tên tuổi của các đạo diễn như Hồ Kim Thuyên (King Hu), Lưu Gia Lương (Lau Kar-leung) và Trương Triệt (Chang Cheh). Trong đó, Hồ Kim Thuyên là đạo diễn đầu tiên của hãng, nổi tiếng với phim Đại tuý hiệp (Come Drink with Me), một bộ phim nói về đề tài võ thuật, khắc hoạ hình ảnh một cô gái có nghị lực phi thường và xoay quanh những chuyện tình lãng mạn trong giới võ lâm. Phim của Hồ Kim Thuyên có tiết tấu chậm, khác hẳn với phim của Trương Triệt có tiết tấu nhanh và thường nói về tình huynh đệ. Nói về Trương Triệt, tuy gia nhập sau nhưng ông đã trở thành đạo diễn nổi tiếng nhất của hãng Thiệu thị với các phim như Ngũ độc (Five Deadly Venoms), Anh hùng xạ điêu (Brave Archer), Độc thủ đại hiệp (One Armed Swordsman) và Võ hiệp Nhu đạo (Wuxia and Wushu). Nổi tiếng không kém là đạo diễn Lưu Gia Lương, phim của ông được đánh giá cao với các màn võ thuật đặc sắc, chẳng hạn như Thiếu lâm tam thập lục phòng (The 36th Chamber of Shaolin) và Ngũ lang bát quái côn (The Eigtht Diagram Pole Fighter).

### Diễn viên
Hoạt động theo mô hình của Holywood cũ, Thiệu thị Huynh đệ là một công ty giữ độc quyền quản lý hàng trăm diễn viên. Trong khi các công ty khác luôn xoay vòng số lượng diễn viên, Thiệu thị chỉ cố định một số nhóm diễn viên hợp tác riêng với một số đạo diễn. Nhóm Venoms Mob hoạt động từ năm 1978 đã cho ra mắt bộ phim Ngũ độc và nhanh chóng trở nên nổi tiếng. "Ngũ độc" gồm năm người là La Mãng, Lục Phong, Tôn Kiên, Giang Sinh và Quách Truy. Thực ra họ đã là những ngôi sao của hãng Thiệu thị trong nhiều năm trước, nhưng chỉ đến khi Ngũ độc được phát hành, năm người này mới thật sự nổi tiếng. Diễn viên Vi Bạch (Wei Pai), người đóng vai Xà (hay thường gọi là A Nhị) trong phim Ngũ độc, cũng là một trong số trên 15 thành viên thường xuất hiện trong các bộ phim do nhóm Venoms Mob thực hiện.
Nửa đầu thập niên 1970, xuất hiện hai ngôi sao nổi tiếng qua các phim của Trương Triệt là Địch Long và Khương Đại Vệ. Về Địch Long, ông không những là một ngôi sao điển trai trong các bộ phim võ thuật, mà còn được đánh giá là một diễn viên thực lực; đặc biệt, thể hình vạm vỡ của ông cũng tạo nên một sức quyến rũ mãnh liệt đối với khán giả xem phim. Còn về Khương Đại Vệ, ông là một diễn viên có thân hình mảnh mai nhưng khoẻ mạnh, và thường đóng những vai có tính cách châm biếm đối với tiêu chuẩn anh hùng mà Địch Long thể hiện. Trong nửa thập niên còn lại, cặp đôi này bị lu mờ do sự nổi lên của Phó Thanh, diễn viên thường đảm nhận các vai đối đầu với họ trong nhiều bộ phim. Tuy nhiên, Phó Thanh đã qua đời vào năm 1983 do một tai nạn xe hơi, kết thúc một sự nghiệp ngắn ngủi nhưng huy hoàng, khi đó anh chỉ vừa 28 tuổi.
Những học viên của Học viện Sân khấu Bắc Kinh (Peking Opera School) như Thành Long, Nguyên Bưu, Hồng Kim Bảo cũng từng đóng một vài phim cho Thiệu thị, mặc dù lúc đó họ vẫn chưa nổi tiếng.

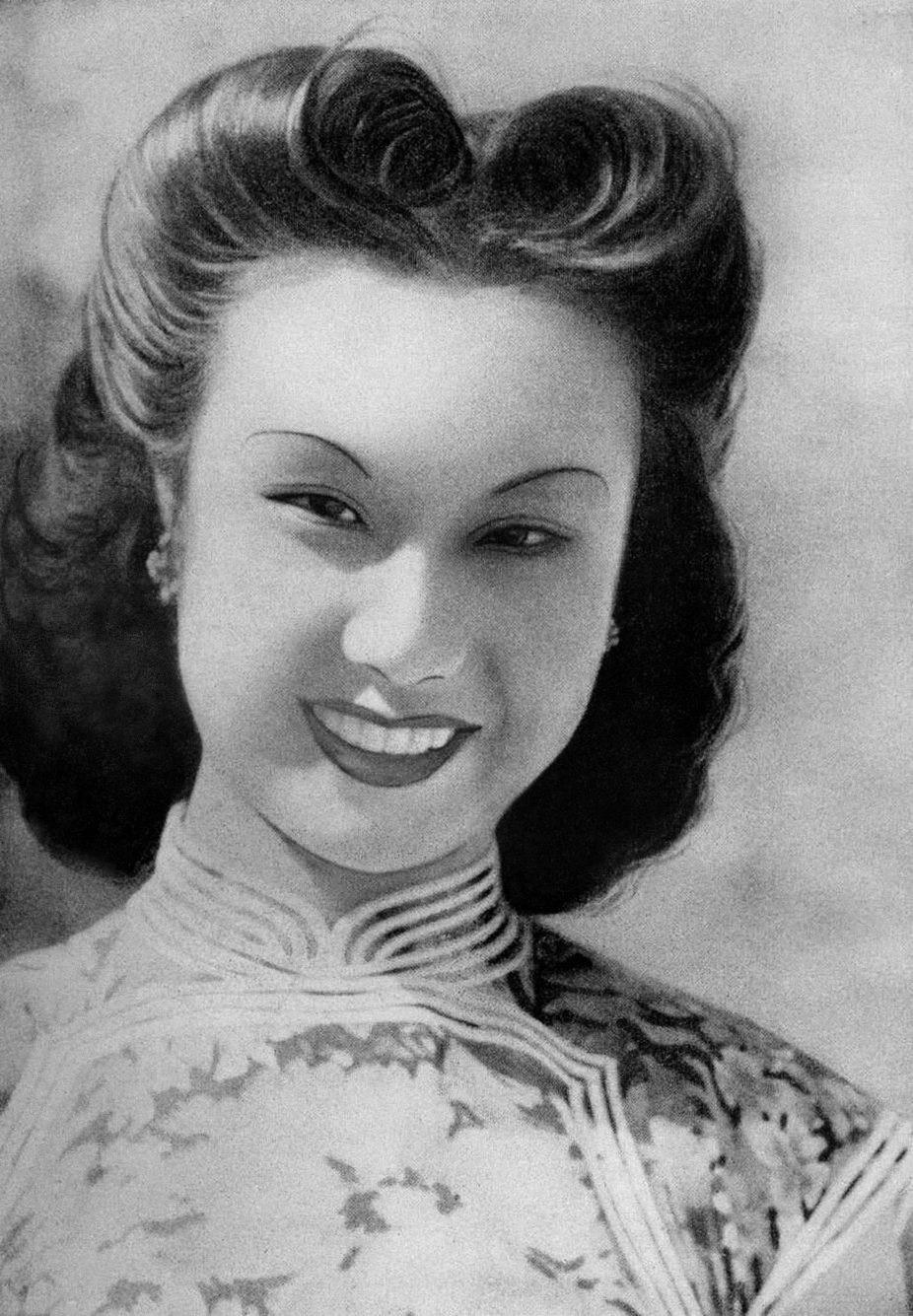
Minh tinh Lý Lệ Hoa

Nếu trong các thập niên 1960 – 1970, Thiệu thị đã tạo nên tên tuổi cho các ngôi sao võ thuật nam, thì giai đoạn những năm 50 đến đầu những năm 60 lại thời kỳ vàng son của các minh tinh nữ, điển hình là Lý Lệ Hoa, Lăng Ba, Lâm Đại, Lạc Đế, Lý Thanh,... với các phim mang đậm chất lãng mạn và kịch tính. Đặc biệt Lương Sơn Bá – Chúc Anh Đài (Butterfly Lovers) do Lăng Ba và Lạc Đế thủ diễn là một bộ phim nhạc kịch đã lấy đi nước mắt của biết bao khán giả thời bấy giờ. Đây cũng là một trong những phim thành công nhất của hãng cả về nghệ thuật lẫn doanh thu. Sự thành công này một phần lớn nhờ vào khả năng diễn xuất khéo léo của Lăng Ba khi thể hiện vai nam là Lương Sơn Bá; mặc dù trước khi phim công chiếu, cô vẫn còn là diễn viên phụ ít được biết đến. Lương – Chúc là một chuyện tình bị ngăn cấm bởi hai giai cấp xã hội, nhưng theo quan điểm của một số nhà nghiên cứu, ở phương diện khác nó còn ẩn chứa thông điệp về tình yêu đồng tính: Hai nhân vật chính gặp nhau, trở thành bạn và sau đó phải lòng nhau, dù rằng cả hai đều là nam sinh của một học viện (theo cốt truyện, nhân vật nữ chính phải cải nam trang để đi học vì pháp luật lúc bấy giờ ngăn cấm nam nữ thanh niên học chung với nhau). Việc tuyển chọn một nữ diễn viên vào vai nam chính cũng là một cách vừa có thể gửi thông điệp thầm kín này đến một bộ phận khán giả xem phim, cũng như không gây khó chịu cho phần đông khán giả có tư tưởng bảo thủ trong xã hội đầu thập niên 1960. Tình cảm trọn vẹn mà khán giả dành cho bộ phim đã tạo nên một kỷ lục phòng vé không thể tin nổi. Theo thống kê năm 1962, các khán giả ở Hồng Kông và Đài Loan đã mua vé xem phim rất nhiều lần, thậm chí một số còn xem đến 20 lần, giống như hiện tượng của Titanic và Cuốn theo chiều gió ở phương Tây. Kể từ cuối thập niên 1960 về sau, dòng phim nhạc kịch không còn được ưa chuộng mà bị thay thế bởi các phim võ thuật. Các nữ diễn viên nổi tiếng thuộc thể loại này là Trịnh Phối Phối, Lý Lệ Lệ và Điềm Nữu. Đặc biệt Trịnh Phối Phối một thời được mệnh danh là "Nữ hoàng võ hiệp", nổi tiếng bởi phim Đại tuý hiệp, và gần đây là Ngoạ hổ tàng long của đạo diễn Lý An.

## Sự sở hữu và phân phối của Celestial Pictures
Vì tính phổ biến, nhiều bộ phim cổ điển - đặc biệt là các phim võ thuật - của Thiệu thị đã bị mua bán lậu trong suốt nhiều năm. Celestial Pictures (Thiên Ánh Ngu Lạc) đã giành được quyền sở hữu và phát hành những di sản (âm thanh, hình ảnh) của hãng phim này dưới hình thức DVD, con số tổng cộng gồm 760 trong số gần 1000 bộ phim.

## Hãng phim Thiệu thị/Shaw Villa/Thành phố Truyền hình (TVB)
Phim trường Vịnh Thanh Thủy (Clearwater Bay Studio) nằm ở đường Vịnh Thanh Thủy và đường Ngân Ảnh là "nhà tổ" của Hãng phim Thiệu thị (được xây dựng trong hai năm 1960 – 1961). Phim trường này được biết đến như trụ sở bỏ trống của hãng phim TVB (1986 – 2003 và hiện tại là Thành phố truyền hình – TV City) và Celestial Pictures . Tại đây còn có nhiều căn hộ được sử dụng làm chỗ trú ngụ cho các diễn viên. Ngoài ra, Shaw House và Shaw Villa cũng toạ lạc tại nơi này. Riêng những khu vực còn bị bỏ trống từ năm 2003 sẽ được tái phát triển nhưng không cho thuê.